# Enrique Ruano
Enrique Ruano Casanova (Madrid, 7 luglio 1947 – Madrid, 20 gennaio 1969) è stato un antifascista spagnolo.
Arrestato dalla Brigada Politico Social a seguito delle perquisizioni avvenute dopo le manifestazioni antifranchiste del 1968 in presunti covi di oppositori il 17 gennaio 1969, tre giorni dopo trovò la morte, ufficialmente per suicidio, ma in realtà, come venne accertato cinquant'anni dopo, assassinato dai poliziotti. Nel 2017 lo scrittore Javier Marías nel suo romanzo Berta Isla ha ricordato la vicenda di Ruano.

## Biografia
Enrique Ruano Casanova, studente di giurisprudenza all'Università Complutense e membro del Fronte di Liberazione Popolare, uno dei gruppi politici che in Spagna si batterono contro il franchismo, fu assassinato il 20 gennaio 1969, gettato dalla finestra del settimo piano del civico 60 dell'allora calle General Mola (oggi calle del Príncipe de Vergara, 68) a Madrid, da membri della Brigata Politica Sociale (BPS), che lo avevano arrestato tre giorni prima. Gli ispettori della BPS che lo sorvegliavano al momento degli eventi erano Francisco Luis Colino Hernández, Jesús Simón Cristóbal e Celso Galván Abascal.